# ألكونات
يُقصد بالألكونات النسبة المئوية لعدم وضوح نطق الحروف الساكنة = الألكونات%. ويرتبط مقياس درجة وضوح الصوت الخاص بهذه الآلة بشكل وثيق بأداة تحليل الصوت (الزمن والطاقة والتردد) (TEF). ويتم حساب ذلك من خلال معرفة مقاييس النسبة بين شدة الصوت المباشر وصداه وزمن الاضمحلال المبكر باستخدام مجموعة من الارتباطات يتم تحديدها بواسطة ساين أود كون (SynAudCon)، وتظهر النتائج بالنسبة المئوية. انظر أيضًا المفهومية.
تلعب الحروف الساكنة دورًا أكثر أهمية في وضوح الكلام عن الحروف المتحركة. فإذا تم سماع الحروف الساكنة بوضوح، عندها يمكن استيعاب الكلام بطريقة أسهل.
وحيث أن الألكونات تعبر عن عدم القدرة على تحديد الحرف الساكن، فتدل القيمة الأدنى على درجة مفهومية أكبر. ويفترض بشكل عام أن أعلى قيمة مسموح بها لتطبيقات الاستدعاء النموذجية تصل إلى نسبة 10%، على افتراض أن البيئة خالية نسبيًا من الضوضاء. أما بالنسبة لبيئات التعلم وأنظمة الإنذار الصوتية، فتصل القيمة المفضلة إلى نسبة 15% أو أقل.
وترمز الألكونات إلى النسبة المئوية المقيسة للتعبير عن عدم قدرة المستمع على استقبال الحروف الساكنة بوضوح. وبهذا، تشير نسبة الألكونات التي تبلغ 0 إلى الوضوح التام مع فهم الحروف الساكنة، بينما تتجه النسبة 10% فما فوق إلى عدم وضوح الأحرف تمامًا، أما النسبة 15% فهي عادةً ترمز إلى الحد الأقصى لانعدام الفهم المسموح به.
ويتم استخدام طريقة الألكونات على نطاق واسع من قِبل الخبراء الاستشاريين في مجال الصوتيات (وبخاصة في الولايات المتحدة)، غير أن لهذه الطريقة عيوبًا خطيرة. أولًا، أنها ترتكز على القياسات في نطاق ثلث جواب واحد يكون متمركزًا عند 2 كيلو هرتز؛ ويتم تجاهل باقي الترددات، ولهذا يلزم التحقق من مدى استجابة التردد الخاص بالنظام بطريقة أخرى حتى تكون نتيجة الألكونات الظاهرة ذات معنى.
علاوةً على ذلك، لا تأخذ هذه الطريقة في اعتبارها العديد من العوامل التي قد تؤثر بشكل كبير على درجة المفهومية، بما في ذلك النسبة بين الإشارة ومستوى الضوضاء وطيف الضوضاء الخلفية والتشويش والانعكاسات المتأخرة أو الأصداء واستجابة تردد النظام والضغط والمرحلة غير الخطية والتكافؤ والطاقة الصوتية. وبالتالي غالبًا ما تسفر قياسات الأنظمة الصوتية باستخدام الألكونات عن نتائج تفاؤلية بشكل مفرط. وحيث أن مشكلة صدى الصوت أو انعكاسات الصوت القوية متأخرة الاستقبال تمثل المشكلة الأساسية، إلا أنه برغم ذلك، قد تكون في بعض الأحيان أكثر إفادة ودقة عن راستي.

## وصلات خارجية
- Intelligibility Conversion: Articulation Loss of Consonants (%ALcons) to Speech Transmission Index (STI)
- %ALCONS Calculator